# Mozilla Prism
Pour les articles homonymes, voir Prism.
Mozilla Prism, autrefois WebRunner, est un logiciel développé par Mozilla pour constituer une plate-forme permettant d'ouvrir des applications web dans des fenêtres de navigateur dédiées et autonomes, débarrassées d'éléments devenus superflus (barre d'adresses, de menus, d'outils, marque-pages), et pouvant être démarrées depuis le bureau (SSB, Site Specific Browser). Prism est basé sur Firefox et exploite donc son moteur de rendu (Gecko), ce qui rend également possible l'utilisation des extensions et plugins prévus pour Firefox.
La première annonce de Prism a été faite en octobre 2007, le développement en était en 2008 à sa phase bêta.
Le projet est considéré comme inactif, considéré comme relégué par Mozilla Chromeless. Toutefois, ce dernier est également considéré comme inactif.